# Eureka Seven
Eureka Seven, conhecido no Japão como Psalms of Planets Eureka seveN (交響詩篇エウレカセブン, Kōkyōshihen Eureka Sebun, lit. "Symphonic Psalms Eureka Seven") "Symphonic Psalms Eureka Seven"), é uma série de anime japonesa de 2005 criada pelo estúdio Bones. A série foi dirigida por Tomoki Kyoda, com composição de Dai Satō, design de personagens de Kenichi Yoshida e música de Naoki Satō. Eureka Seven conta a história de Renton Thurston e do grupo fora da lei Gekkostate, sua relação com o enigmático piloto de mecha Eureka e o mistério dos coralianos. A série de cinquenta episódios estreou no Japão no MBS entre 17 de abril de 2005 e 2 de abril de 2006 e foi posteriormente licenciada pela Funimation na América do Norte, Madman Entertainment na Austrália e Nova Zelândia e pela Anime Limited no Reino Unido para lançamentos em home video em inglês.
A série gerou seis adaptações de mangá, uma light novel, três videogames e um filme animado que foi lançado no Japão em 25 de abril de 2009. Um dos mangás intitulado Eureka Seven: AO, que foi serializado em Shōnen Ace entre janeiro de 2012 e outubro de 2013, foi adaptado para uma série de anime que exibiu 24 episódios no Japão entre 13 de abril e 20 de novembro de 2012. Eureka Seven foi bem recebido pela crítica e ganhou vários prêmios em inúmeras premiações no Japão, principalmente na Tokyo International Anime Fair de 2006.

## Visão geral

### Enredo
A série se concentra em Renton Thurston, o filho de quatorze anos de idade de Adrock Thurston, um pesquisador militar que morreu salvando o mundo. Ele vive o que considera uma vida chata com seu avô em uma cidade chata. Ele adora levantar, um esporte semelhante ao surf, mas com trapar, uma substância abundante no ar, como o meio. Ele sonha em se juntar ao grupo renegado Gekkostate, liderado por seu ídolo Holland Novak, um lendário levantador.
Uma oportunidade para fazê-lo literalmente cai em seu colo quando um grande robô mecânico, chamado Nirvash tipo ZERO, e Eureka, seu piloto e membro do Gekkostate, colidem no quarto de Renton. O avô de Renton ordena que ele entregue uma peça especial ao Nirvash chamada "Amita Drive", que libera o imenso poder adormecido dentro do tipo ZERO chamado "Fenômeno dos Seven Swell". Depois, Renton é convidado a se juntar ao Gekkostate, onde rapidamente descobre que a vida nos bastidores do Gekkostate não é tão glamourosa ou tão interessante quanto impressa nas páginas brilhantes de sua revista, ray=out. Só uma coisa faz tudo valer a pena para ele: a presença de Eureka, o misterioso piloto dos Nirvash. Renton, Eureka e o Gekkostate embarcam em uma aventura que moldará seu futuro e o mundo.

## Desenvolvimento
A série foi feita por Bones e co-produzida pela Bandai Entertainment. A Bandai Entertainment forneceu o título e lidou com os aspectos criativos da série. A Bandai havia proposto originalmente uma série de anime mecha para o estúdio de animação Bones. O estúdio a rejeitou inicialmente, mas depois inverteu sua posição, porque já havia planejado criar um anime usando desenhos mecha de Shoji Kawamori. Com a nomeação do diretor Tomoki Kyoda e do escritor Dai Satō, a proposta de Bandai foi mais ou menos descartada e a equipe começou a trabalhar em suas próprias séries que se tornariam Eureka Seven.
Enquanto conceituava Eureka Seven, Kyoda "queria algo que refletisse a música e a subcultura de sua geração—e uma história de amor". Como tal, o programa contém várias referências da música das décadas de 1980 e 1990, e quase todos os episódios do programa têm o nome de músicas reais, compostas por artistas japoneses e estrangeiros.
O diretor desejava projetar a série como uma que inicialmente se concentrasse nos elementos pessoais e nos conflitos dos personagens e, posteriormente, movesse a estrutura para uma escala e perspectiva mais amplas. As duas metades da série têm um foco muito claro que reflete essa opção de design.
Com a premissa dos robôs surfistas em mente, Satō entrevistou vários surfistas da vida real e chegou à conclusão de que eles estão próximos da natureza. A partir dessa percepção, ele visualizou a temática ambiental como ponto central da história. Ele disse: "Eu pensei que poderia ser uma mensagem eficaz para as crianças, especialmente no Japão. É bem velado. Eu não queria ser pregador."

## Lançamento

### Anime
Eureka Seven consiste em cinquenta episódios que foram ao ar de 17 de abril de 2005 a 2 de abril de 2006 nas redes Mainichi Broadcasting System e Tokyo Broadcasting System.
O anime estava disponível para visualização on-line no Adult Swim Fix, serviço de vídeo on-line do Adult Swim antes de sua estreia na televisão no canal Adult Swim entre 15 de abril de 2006 e terminou em 28 de abril de 2007. O Adult Swim tradicionalmente reduzia os temas de abertura e término de cada episódio para ajustar a série às restrições de tempo da televisão americana, o que resultou na primeira exibição do episódio final com o conteúdo real cortado, pois o episódio originalmente não tinha sequências de músicas-tema; foi re-exibido corretamente na semana seguinte. No Canadá, Eureka Seven estreou no bloco Bionix da YTV em 8 de setembro de 2006.[carece de fontes?]
A Bandai Entertainment e suas afiliadas distribuíram a versão em inglês do Eureka Seven. Foi lançado nos Estados Unidos e no Canadá pela Bandai Visual USA, no Reino Unido pela Beez Entertainment e na Austrália pela Madman Entertainment . O primeiro volume de DVD da região 1 traduzido da série foi lançado em 25 de abril de 2006 nos EUA, enquanto a versão da região europeia 2 foi lançada em 25 de setembro de 2006. A versão em inglês foi produzida por Bang Zoom! Entretenimento em Burbank, Califórnia. Após o fechamento da Bandai Entertainment em 2012, a Funimation adquiriu os direitos da série de TV e relançou a série em Blu-ray e DVD em 2014.
Uma sequência de anime intitulada Eureka Seven: AO começou a ser exibida em 12 de abril de 2012 e terminou em 20 de novembro de 2012. Há um total de 24 episódios. Foi lançado no Japão em Blu-ray e DVD, juntamente com um OVA intitulado "The Flower Fields of Jungfrau". Em 16 de maio de 2013, a Funimation anunciou a data oficial de lançamento da dublagem em inglês. Os doze primeiros episódios dublados foram lançados em DVD/Blu-ray em 13 de agosto de 2013 e o restante da série em 15 de outubro de 2013.[carece de fontes?]

### Música
Eureka Seven usa dez tipos de música tema. Os temas de abertura de Eureka Seven são "Days" de Flow (episódios 1-13), "Shōnen Heart" (少年ハート, Shōnen Hāto)  por Home Made Kazoku (episódios 14-26), "Taiyō no Mannaka e" (太陽の真ん中へ, "To the Center of the Sun"), de Bivattchee (episódios 27-32, 34-39) e "Sakura", de Nirgilis (episódios 40-49). Os temas finais são "Himitsu Kichi" (秘密基地, "Secret Base")  de Kozue Takada (episódios 1–13, 26), "Fly Away", de Asami Izawa (episódios 14–25), "Tip Taps Tip", de Halcali (episódios 27–39) e "Canvas", de Coolon (episódios 40-49). As duas músicas incidentais são "Storywriter", de Supercar e "Niji" (虹, "Rainbow"), de Denki Groove (episódio 50).[carece de fontes?]
A música da trilha sonora está disponível em três álbuns diferentes, compostos por Naoki Satō e vários outros artistas que compuseram músicas de inserção usadas na série. O primeiro e o segundo álbum da trilha sonora foram lançados em 2 de novembro de 2005 e 5 de abril de 2006, respectivamente. A terceira trilha sonora, intitulada Eureka Seven: Complete Best, inclui as versões completas dos temas de abertura e encerramento da série e do jogo, bem como a música de inserção do episódio final.
A adaptação em anime de Eureka Seven: AO usa seis tipos de música tema. Nos 13 primeiros episódios, o tema de abertura é "Escape", de Hemenway, e o tema final é "stand by me", de Stereopony. A partir do episódio 14, o tema de abertura muda para "Bravelue" (ブレイブルー, Bureiburū), de FLOW e o tema final muda para "Iolite" (アイオライト, Aioraito), de joy. As duas músicas inseridas são "Parallel Sign" e "Seven Swell", ambas executadas pelo LAMA.

## Mídia

### Mangá
Uma adaptação de mangá do anime original foi criada por Jinsei Kataoka e Kazuma Kondou. O mangá foi publicado pela Kadokawa Shoten e começou a serialização no Monthly Shōnen Ace a partir da edição de março de 2005 e terminou na edição de janeiro de 2007, com um total de 23 capítulos. Os capítulos foram posteriormente compilados em seis volumes . Um segundo mangá intitulado Eureka Seven: Gravity Boys and Lifting Girl (エウレカセ ブン グラヴィティボーイズ&リフティングガール, Eureka Sebun Guravuiti Bōizu & Rifutingu Gāru) de Miki Kizuki, apresenta os protagonistas dos videogames New Wave e New Vision. Foi publicado pela Kadokawa Shoten e serializado na revista Comptiq . Dois volumes foram lançados no Japão em 7 de novembro de 2011 e 26 de setembro de 2006, respectivamente. Um mangá que adapta um final alternativo proposto da série, intitulado Psalms of Planets Eureka Seven New Order, foi serializado no Comptiq por Kadokawa Shoten entre junho de 2012 e maio de 2013.
Em 22 de dezembro de 2011, a revista Monthly Shōnen Ace da Kadokawa Shoten anunciou que um mangá intitulado Eureka Seven: AO baseado na série de sequências seria lançado em janeiro de 2012. Apresentava uma história original de Bones e foi ilustrada por Yūichi Katō. O mangá começou em janeiro de 2012 e foi concluído em outubro de 2013, com um total de 21 capítulos, distribuídos em 5 volumes. Um mangá spin-off intitulado Eureka Seven AO - Save a Prayer começou logo depois e se concentra no nome de uma garota Yuna e suas duas amigas, que deixam de se tornar estagiárias na sede da Geração Bleu. Um mangá intitulado Eureka Seven nAnO foi publicado como um 4koma e apresentava personagens da série AO.

### Light novel
Uma série de romances leves, escrita por Tomonori Sugihara e ilustrada por Robin Kishiwada, foi publicada por Kadokawa Shoten sob o selo Sneaker Bunko de orientação masculina em 2005 e 2006. A Bandai Entertainment lançou todos os quatro volumes em inglês entre 2009 e 2011. Uma novelização do filme Eureka Seven, Pocketful of Rainbows, com o mesmo nome, também foi escrita por Tomonori Sugihara e ilustrada por Hiroki Kazui e Seiji também foi lançada no Japão em 1º de maio de 2009.

### Jogos eletrônicos
O Eureka Seven possui três videogames, todos desenvolvidos pela Bandai ou pela Namco Bandai Games. O primeiro a ser lançado foi Eureka Seven Vol. 1: The New Wave (エウレカセブン TR1:NEW WAVE, Eureka sebun TR1: Nyū uēbu), lançado no Japão em 27 de outubro de 2005 e na América do Norte em 24 de outubro de 2006. O jogo apresenta um elenco diferente de personagens e ocorre dois anos antes do anime. Uma sequela, Eureka Seven Vol. 2: The New Vision (エウレカセブン NEW VISION, Eureka sebun nyū bijon) , foi lançado no Japão em 11 de maio de 2006 e na América do Norte em 17 de abril de 2007. A New Vision ocorre dois anos após os eventos da New Wave . Ambos os jogos foram lançados no PlayStation 2 e apresentam a música tema "Realize", cantada por Flow. Um jogo PlayStation Portable com o mesmo nome do anime foi lançado em 6 de abril de 2006 no Japão. Este jogo é baseado nos eventos da primeira metade do show.

### Filmes
Uma adaptação teatral, Eureka Seven: Good Night, Sleep Tight, Young Lovers (交響詩篇エウレカセブン ポケットが虹でいっぱい, Kōkyōshihen Eureka Sebun: Poketto ga Niji de Ippai, subtitle literally "Pocketful of Rainbows"), foi anunciado pela primeira vez na edição de maio de 2008 da Newtype ; foi lançado publicamente em 25 de abril de 2009, durante a Golden Week, com a produção de animação realizada pela Kinema Citrus. Continha um novo mito em um universo alternativo, apesar de ainda apresentar Renton e Eureka como os personagens principais, e confirmar os eventos da série original ocorridos em um mundo paralelo. Good Night, Sleep Tight, Young Lovers foi exibido em teatros selecionados em todo o país nos EUA, para um evento especial de uma noite em 24 de setembro de 2009, cortesia da Fathom Events. O filme também foi exibido no festival Fantasia, em Montreal, em 28 de julho de 2009. A música tema principal do filme é "Space Rock", da iLL.
Uma segunda adaptação teatral em três partes, Psalm of Planets Eureka Seven: Hi-Evolution (交響詩篇エウレカセブン ハイエボリューション, Kōkyōshihen Eureka Sebun: Haieboryūshon) , foi anunciado em 17 de março de 2017. A trilogia do filme se passa antes e durante os eventos da série original, além de ter uma história original. O primeiro filme foi lançado em 16 de setembro de 2017. Ele mostra o fenômeno "Primeiro Verão do Amor", anteriormente mencionado apenas na série e reconta o arco "Charles e Ray" (principalmente episódios 22-27) do original. O segundo filme, ocorrendo em um universo alternativo e focado em Anêmona, foi lançado em 10 de novembro de 2018 sob o título Anemone: Psalm of Planets Eureka Seven: Hi-Evolution (ANEMONE／交響詩篇エウレカセブン ハイエボリューション, Anemone: Kōkyōshihen Eureka Sebun: Haieboryūshon). A parte três está prevista para lançamento em 2019.
Na Anime Boston, Masahiko Minami confirmou que o primeiro filme da trilogia estreará no Japão, Estados Unidos, Reino Unido, França, Austrália, Cingapura, Malásia, Indonésia e Tailândia no outono de 2017, e que a Funimation distribuirá o filme nos Estados Unidos. Madman Entertainment distribuirá o filme na Austrália e na Nova Zelândia. A Anime Limited distribuirá o filme no Reino Unido. A Odex anunciou mais tarde que distribuirá o filme nos territórios do sudeste asiático.

## Recepção
No final de sua série original japonesa, Eureka Seven ganhou vários prêmios na Tokyo International Anime Fair de 2006, incluindo Melhor Série de Televisão, Melhor Roteiro de Dai Satō e Melhor Design de Personagens de Kenichi Yoshida. Yoshida, o principal animador e designer de personagens da série, também recebeu um prêmio individual no 10º Animation Kobe Awards em setembro de 2005. A série também ganhou um prêmio no 20º Grande Prêmio Digital de Conteúdo do Japão em janeiro de 2006. No Anime Expo 2006 SPJA Awards, Eureka Seven ganhou o prêmio de Melhor Série de Televisão e Melhor Personagem Feminina por Eureka. O Anime Insider votou como "Melhor Série de DVD do Ano" em 2006. Durante uma conferência em 2010, o escritor Dai Satō afirmou que muitos fãs de anime tacharam Eureka Seven como um clone do Neon Genesis Evangelion sem sequer assisti-lo.
A série de sequelas, Eureka Seven: AO, recebeu críticas mistas e negativas de fãs e críticos, que criticaram a série por contradizerem os temas de Eureka Seven. No entanto, recebeu o prêmio de seleção do júri pelo 17º Japan Media Arts Festival Awards.